# Папський герб Бенедикта XVI

## Опис герба
Опис згідно з класичними правилами блазонування:
У золотому полі червоне увігнуте вістря, обтяжене золотою мушлею, що супроводжується праворуч чорною, коронованою червоною короною, головою мавра з червоною сережкою і коміром, а зліва – чорним ведмедем, який крокує з червоними кігтями і язиком, що несе на спині червону сумку, перев’язану хрестоподібно навскоси сріблом.
Кардинальський герб

## Історія

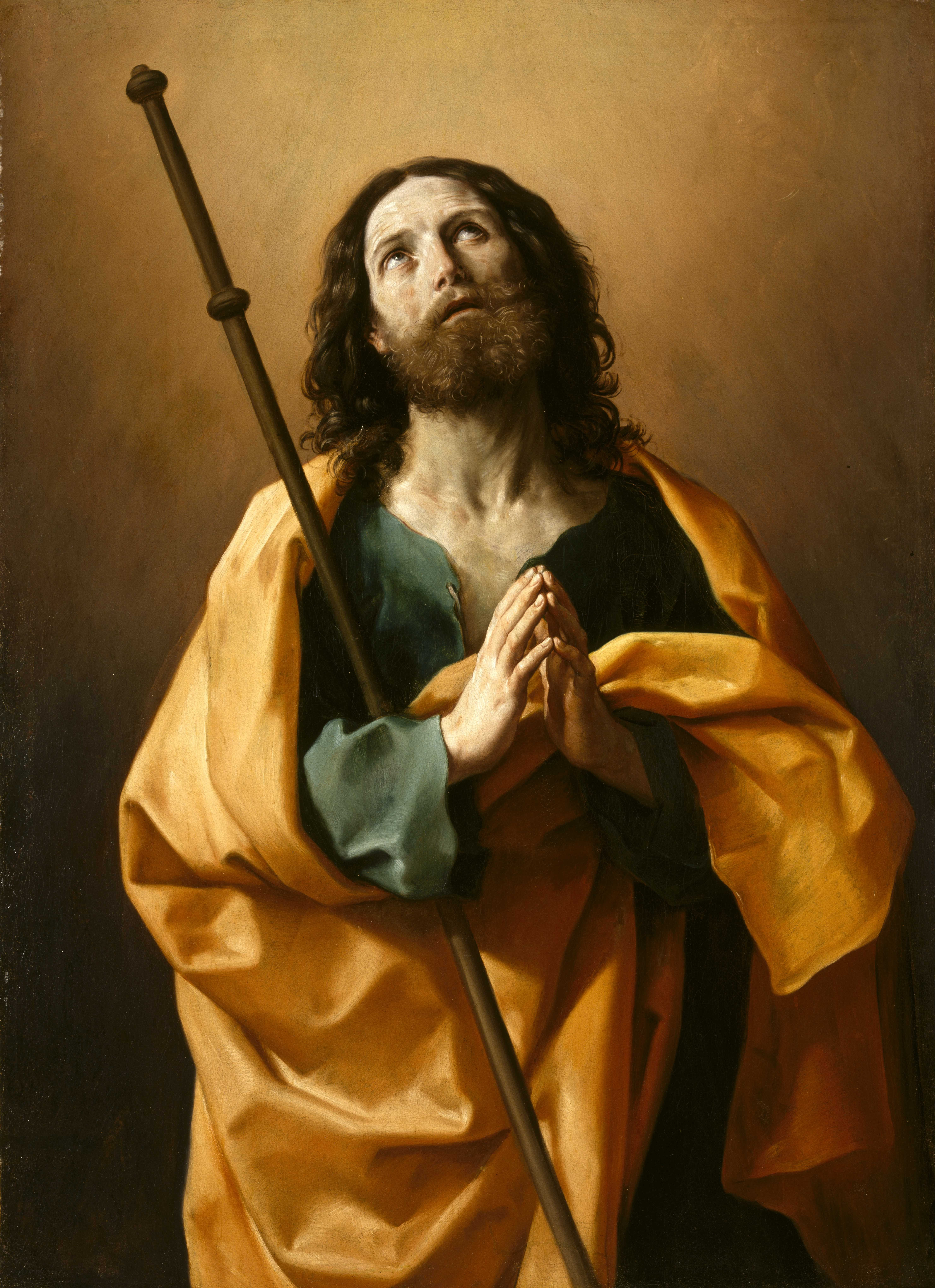
Апостол Яків з Галілеї

Герб Понтифіка відноситься до тих, які можуть розказати про основні віхи життя та ознакувати теологічні напрямки особи. 

## Тлумачення

### Мушля
Перша фігура, золота мушля, несе в собі багатозначне тлумачення, як християнського символу. Перш за все, це богословський символ, що пов’язаний з обмеженістю Богопізнання. Раковина також багато століть вважається символом паломників. Тому, поряд із посохом та паломницьким капелюхом, вона є одним з атрибутів апостола Якова;— патрона паломників. Цей символ Бенедикт XVI хотів зберегти, йдучи по стопах великого папи-мандрівника Івана Павла II. 
Раковина також нагадує історію святого Августина, який одного дня зустрів на березі моря хлопчика, що переливав мушлею воду з моря в ямку на березі. На питання, навіщо він це робить, дитя відповіло, що намагається перелити море. Августин побачив в цьому натяк на своє безуспішне прагнення осягнути обмеженим людським розумом нескінченність Бога. Легенда має духовний сенс, запрошує осягти Бога, хай і скромними людськими силами, удаючись до невичерпних багатств богослов’я. Мушля також знаходиться і в гербі монастиря Schottenkloster в Регенсбурзі, де розташовується дієцезіальна семінарія, в якій Бенедикт XVI викладав як професор теології.

### «Фрайзінгський мавр»

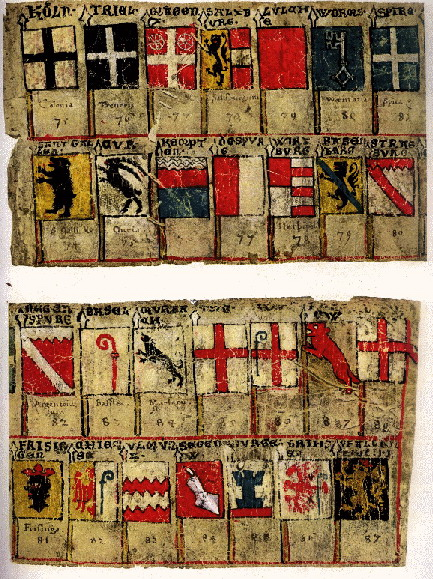
Єпископський герб Цюріхського герба з Мором для Фрайзінга, 1340

Голова мавра, що зазвичай увінчана короною, з’являється в гербах фрайзінгської знаті вже на початку XIV ст., з періоду правління єпископа Фрайзінга герцога Конрада III, і зберігається практично без змін аж до ХІХ ст. З 1239 року єпископи Фрайзінга мали світську владу.
Генеза гербів єпископів Фрайзінга
Перше кольорове зображення герба зі головою мавра за часів єпископа Конрада ІІІ
Остання фігура в гербі папи римського це ведмідь. Ця звірина тісно пов’язана із життям святого Корбініана, що має велику популярність в Німеччині. Корбініан один з перших місіонерів Баварії. Жив спочатку відлюдником, а близько 718 року, висвячений папою Григорієм II в єпископи, відправився у Фрайзінг де проповідував і будував церкви. Вважається духовним батьком і заступником Фрайзінгської архидієцезії.

### Ведмідь

Герб міста Фрайзінг

Середньовічна легенда розповідає, що коли святий подорожував до Риму, на нього напав ведмідь і убив його коня. За це Корбініан змусив ведмедя супроводжувати його весь залишок дороги замість своєї в’ючної тварини. Прийшовши до Риму, Корбініан звільнив ведмедя від цього завдання, і той повернувся назад до Баварії. Ця історія має схований сенс, який говорить про «християнство, яке приборкало дикість язичництва і тим заклало основу цивілізації в герцогстві Баварія». В той же час, Ведмідь Корбініана, як тяглова тварина Бога, символізує тягар служіння. Цей символ герба папи-емерита також зустрічається в гербі міста Фрайзінг.
В Україні герб Його Святості Бенедикта XVI можна побачити у Львові: в Резиденції римо-католицьких архиєпископів-митрополитів Львівських, яка була відреставрована і відкрита  2014 року, а також у Латинському катедральному соборі.